# Panathlon Internacional de Barcelona
El Panathlon Internacional de Barcelona, és una associació dedicada a la difusió i la promoció dels valors de l'esport i l'olimpisme. Forma part del Panathlon Club Internacional, conegut com" El Senat de l'Esport".
Va ser fundat el 1959, i és un dels clubs amb més història de la gran xarxa global de clubs Panathlon per tot el món, en els cinc continents. Homes i dones, entre 25 i 95 anys, joves atletes consagrats i velles glòries conviuen amb respecte i admiració mútua, fomentant la simbiosi intergeneracional, compartint la passió per la cultura de l'esforç i els grans reptes: citius, altius, fortius. El seu primer president va ser Josep Garriga-Nogués, marqués de Cabanes. El va seguir Aniceto Císcar, i posteriorment, durant disset anys, va ocupar la presidència Andreu Mercé i Varela, a qui va succeir Mari Pau Corominas. En els comicis de 2004 va ser elegit Josep A. Pujante, reelegit el 2008, 2012 i 2017. Al començament del seu mandat va proposar a Joan Antoni Samaranch que fos president d'honor, oferiment que va acceptar i va mantenir aquesta condició fins al darrer dia de la seva vida. La Junta Directiva está integrada per Ferran Martínez, Vicepresident, Francesc Sanahuja, Tresorer, Mariona Hellin, Secretaria, Renata Muller, Ferran Prats, Rafael Guayta i Jordi Alcover.
En la Galeria de Convidats del Panathlon trobem destacats membres de la immensa majoria de les disciplines esportives han estat protagonistes de Convivios, sopars de germanor en homenatge i reconeixement als mèrits atlètics i humans dels campions, acompanyats pels membres del Senat de l'Esport. Atletes de renom, entrenadors, seleccionadors, dirigents federatius o d'organismes nacionals i internacionals esportius i olímpics, han compartit vetllada amb els membres del Panathlon. L'accés restringit fa d'aquesta corporació un club d'elit, tanmateix oberta a les persones amb mentalitat i actituds en sintonia amb els ideals de l'olimpisme i els valors intemporals de la convivència.A Catalunya també hi ha el Panathlon Club de Sabadell. L'estreta relació entre ambdues entitats facilita la col·laboració i l'intercanvi d'invitacions pels diversos actes.Enciclopèdia de l'esport català"
Des de la seva fundació, el Panathlon Internacional Barcelona ha rebut més de 300 convidats d'honor en les seves nombroses sessions: atletes llegendaris, campions olímpics i del món, medallistes, entrenadors, seleccionadors nacionals, presidents de federacions nacionals i internacionals, dirigents esportius i del Comité Olímpic Internacional, etc. Entre ells, Johan Cruyff, Gemma Mengual, Anna Tarrés, Arantxa Sanchez Vicario, Abraham Olano, Joseba Beloki, José Antonio Hermida, Nacho Solozábal, Ricky Rubio, Epi, Jordi Villacampa, JM. de la Cruz, Ferran Martinez, Jordi Sans, Emilio Sanchez Vicario, Joan Llaneras, Joel González, Carol Lewis, Javier Moracho, Jordi Llopart, Maria Vasco, Carmen Valero, Tomás Barris, JL. Abascal, Natalia Via-Dufresne, Theresa Zabell, José Luis Doreste, Guillermo Altadill, José Luis Ugarte, JM. Van der Ploeg, Anna Corbella, Didac Costa. Victor Sagi, Josep Cusí, Toni Tió, Manuel Orantes, Luis Arilla, Andrés Gimeno, Albert Costa, Carla Suárez, Jordi Arrese, Alex Corretja, Vicente del Bosque, José Antonio Camacho, Iñaki Urdangarin, Valero Rivera, David Barrufet, Viran Morros, Victor Tomás, Fernando Belasteguín, Dani Pedrosa, Alex Crivillé, Mercedes Coghen, Javier Lotina, Mauritz Hendricks, Mariona Hellin, Dani Lamata, Jordi Morales, Antoni Campañá, Dr. Pitu Figueras, Dr. Ramon Balius i Juli, Jordi Alumá, Rosa Serra Maria Teresa Samaranch, Juan Antonio Samaranch Salisachs, Antoni Ramallets, Charly Rexach, Ramon Alfonseda, Ferran Olivella, Josep M. Fusté, Gervasio Deferr, Ander Mirambell, Hans Hartmann, Joaquin Calvo, Ivan Tibau, presidents del Comité Olímpico Español (Alejandro Blanco, Romá Cuyás, Carlos Ferrer-Salat), president del Comité Olímpic Internacional: marquès de Samaranch, presidents de la UFEC (Enric Piquet, David Moner, Gerard Esteva). L'any 2018 l'esportista i esquiador Horaci Miras, membre històric del Panathlon Barcelona, va ser el primer en assolir l'edat de 100 anys, un exemple de longevitat i que encara practica esport.